# Holmelgonia
Holmelgonia is een geslacht van spinnen uit de familie hangmatspinnen (Linyphiidae).

## Soorten
De volgende soorten zijn bij het geslacht ingedeeld:
- Holmelgonia annemetteae (Scharff, 1990)
- Holmelgonia annulata (Jocqué & Scharff, 1986)
- Holmelgonia basalis (Jocqué & Scharff, 1986)
- Holmelgonia brachystegiae (Jocqué, 1981)
- Holmelgonia falciformis (Scharff, 1990)
- Holmelgonia hirsuta (Miller, 1970)
- Holmelgonia holmi (Miller, 1970)
- Holmelgonia limpida (Miller, 1970)
- Holmelgonia nemoralis (Holm, 1962)
- Holmelgonia perturbatrix (Jocqué & Scharff, 1986)
- Holmelgonia producta (Bosmans, 1988)
- Holmelgonia projecta (Jocqué & Scharff, 1986)
- Holmelgonia rungwensis (Jocqué & Scharff, 1986)
- Holmelgonia stoltzei (Jocqué & Scharff, 1986)